# Joey Didulica
Joseph Anthony „Joey“ Didulica [ˈdʒozɛf ˈdidulitsa] (* 14. Oktober 1977 in Geelong, Australien) ist ein ehemaliger kroatisch-australischer Fußballspieler.
Von 1999 bis zu seinem Karriereende im Jahr 2011 spielte er in der Bundesliga für den FK Austria Wien und in der niederländischen Eredivisie für Ajax Amsterdam sowie für AZ Alkmaar. Neben der australischen Staatsbürgerschaft besitzt er auch die kroatische Staatsangehörigkeit und lief daher sowohl für das australische U23-Nationalteam sowie für das kroatische A-Nationalteam auf, mit der er an der Europameisterschaft 2004 in Portugal sowie an der Weltmeisterschaft 2006 in Deutschland teilnahm.

## Karriere als Fußballspieler

### Verein

#### Erste Klubs in Australien
Didulica, Sohn einer kroatischstämmigen Australierin und eines Kroaten, begann in seiner Heimat Australien bei den North Geelong Warriors mit dem Fußballspiel. 1996 wechselte er in die National Soccer League zu den Melbourne Knights.

#### Ajax Amsterdam und Leihe bei Beerschot AC
1999 erfolgte der Transfer nach Europa, wo er bis 2003 für Ajax Amsterdam spielte. Während seiner ersten zwei Jahre in der niederländischen Hauptstadt war Didulica als Ersatztorhüter zu keinem einzigen Einsatz gekommen. Daher verlieh Ajax ihn zur Saison 2001/02 an den belgischen Erstligisten Beerschot AC, kehrte allerdings nach einem halben Jahr, in denen er lediglich zwei Einsätze absolvierte, zu Ajax Amsterdam zurück. Bis zu seinem Abgang 2003 lief Didulica für die Ajacieds in lediglich 17 Erstligapartien auf, wobei er seine beste Leistung beim 1:1-Unentschieden am 27. November 2002 im Auswärtsspiel in der Zwischenrunde der UEFA Champions League gegen den FC Valencia zeigte, als Didulica mit mehreren Paraden auf sich aufmerksam machte. Seinen zum 30. Juni 2003 auslaufenden Vertrag verlängerte er nicht, weshalb Didulica bis zu seinem Abgang kein Stammtorhüter mehr war.

#### FK Austria Wien
Zur Saison 2003/04 wechselte er nach Österreich in die Bundesliga zum FK Austria Wien. Nachdem Didulica zunächst Ersatztorhüter hinter Thomas Mandl war, stieg er zum Stammtorwart auf und wurde zum Saisonende mit dem Klub aus Favoriten österreichischer Meister. Auch in den folgenden zwei Jahren behielt Didulica seinen Status als Nummer eins der Wiener Austria und erreichte zudem in seiner zweiten Spielzeit in Wien mit dem FK Austria Wien das Viertelfinale im UEFA-Pokal, in dem die Wiener gegen den FC Parma ausschieden. In der Saison 2005/2006 wurde er zum besten Tormann der österreichischen Bundesliga gewählt und feierte mit den Wienern den zweiten Meistertitel seiner Karriere.
Didulica war bei den Fans der Austria  aufgrund seiner Loyalität und seines Einsatzwillens überdurchschnittlich beliebt. Ganz anders hingegen bei den Fans des Lokalrivalen SK Rapid Wien. Seit einem brutalen Foul beim Derby im Mai 2005 an Rapid-Stürmer Axel Lawarée ist der Tormann zu einem Feindbild für die Rapidfans geworden. Er wurde wegen dieses Fouls für 8 Spiele gesperrt. Aufgrund dessen war auch ein Strafverfahren wegen fahrlässiger Körperverletzung gegen Didulica anhängig. In erster Instanz wurde Didulica für schuldig befunden und zu einer Geldstrafe von € 60.000 (davon € 30.000 bedingt) verurteilt. Didulica legte gegen das Urteil volle Berufung ein und wurde im Juni 2007 in zweiter Instanz freigesprochen. Das Zivilverfahren gegen Axel Lawarée wurde durch einen Vergleich beendet, in dem sich Didulica zu einer Geldspende an die Kinder-Dialysestation des Wiener AKH verpflichtete und Axel Lawarée auf etwaige Ansprüche verzichtete.

#### AZ Alkmaar
Im Jahr 2006 wechselte Didulica in die niederländische Eredivisie zum AZ Alkmaar. Dort wurde er während eines Spiels gegen die PSV Eindhoven am 22. Oktober 2006 von seinem Landsmann Jason Culina am Kopf getroffen und konnte erst wieder im Januar 2009 ein weiteres Pflichtspiel absolvieren. Am 26. April 2009 hielt Didulica beim 1:1-Unentschieden im Auswärtsspiel gegen seinen ehemaligen Klub Ajax Amsterdam einen Elfmeter, allerdings wurde er beim Versuch des Amsterdamer Stürmers Luis Suárez, den Elfmeternachschuss ins Tor zu schießen, mit dessen Bein am Kopf getroffen. Immerhin feierte er mit seinem Verein zum Ende der Saison die niederländische Meisterschaft. Nach seiner Verletzung im Auswärtsspiel gegen Ajax kam Didulica zu lediglich 15 weiteren Einsätzen. Nach den genannten zwei schweren Verletzungen und nachdem er zuletzt nicht mehr für AZ Alkmaar zum Einsatz gekommen war, beendete er im Oktober 2011 seine aktive Laufbahn.

### Nationalmannschaft

#### Australien
Im Jahr 2000 wurde Joey Didulica für den Kader der australischen Olympiaauswahl für die Olympischen Spiele in Sydney berufen, musste seine Teilnahme aber verletzungsbedingt absagen. Für die australische U-23-Auswahl kam er allerdings von 1998 bis 2000 in zwölf offiziellen und einem inoffiziellen Spiel zum Einsatz.

#### Kroatien
Nachdem er keine Einberufung für das australische A-Nationalteam erhielt und der kroatische Fußballverband ihn beobachtete, entschied sich Didulica, künftig für das kroatische Nationalteam aufzulaufen. Sein Debüt gab er im April 2004 gegen Mazedonien. Er war im kroatischen Kader bei der Europameisterschaftsendrunde 2004 in Portugal und der Weltmeisterschaft 2006 in Deutschland, kam aber bei beiden Turnieren nicht zum Einsatz. Im Oktober 2006 trat Joey Didulica vorübergehend aus dem Nationalteam zurück.

## Karriere als Trainer
Nach seinem Karriereende kehrte Didulica nach Australien zurück und wurde Torwarttrainer von Melbourne Heart. Der Klub nannte sich später in Melbourne City FC um. 2017 verließ er den Klub.

## Erfolge
AZ Alkmar 
- Niederländischer Supercupsieger: 2009
- Niederländischer Meister: 2009

 Ajax Amsterdam 
- Niederländischer Meister: 2002

- Österreichischer Meister (Austria Wien 2005/06)
- Österreichischer Pokalsieger (Austria Wien 2004/05, 2005/06)

## Sonstiges
Didulica hat mit seiner Frau drei Kinder. Sein älterer Bruder war Sportdirektor bei Melbourne Heart, dass heute Melbourne City FC heißt.